# Giải Goya cho kịch bản gốc hay nhất
Giải Goya cho kịch bản gốc hay nhất (tiếng Tây Ban Nha Premio Goya al mejor guión original) là một trong các giải Goya dành cho kịch bản gốc của một phim, được bầu chọn là hay nhất. Giải này được lập từ năm 1987.

## Các kịch bản đoạt giải
| Năm  | Tác giả                                                                        | Phim                                                                                 |
| ---- | ------------------------------------------------------------------------------ | ------------------------------------------------------------------------------------ |
| 2011 | Enrique Urbizu Michel Gaztambide                                               | Buried                                                                               |
| 2010 | Chris Sparling                                                                 | Buried                                                                               |
| 2009 | Alejandro Amenábar Mateo Gil                                                   | Agora                                                                                |
| 2008 | Javier Fesser                                                                  | Camino                                                                               |
| 2007 | Sergio G. Sánchez                                                              | El Orfanato (The Orphanage)                                                          |
| 2006 | Guillermo del Toro                                                             | El laberinto del fauno (Pan's Labyrinth)                                             |
| 2005 | Isabel Coixet                                                                  | La vida secreta de las palabras                                                      |
| 2004 | Alejandro Amenábar Mateo Gil                                                   | Mar adentro (The Sea Inside)                                                         |
| 2003 | Icíar Bollaín Alicia Luna                                                      | Te doy mis ojos (Take My Eyes)                                                       |
| 2002 | Enrique Brasó Antonio Hernández                                                | En la ciudad sin límites                                                             |
| 2001 | Alejandro Amenábar                                                             | Los otros (The Others)                                                               |
| 2000 | Achero Mañas Verónica Fernández                                                | El bola                                                                              |
| 1999 | Benito Zambrano                                                                | Solas                                                                                |
| 1998 | Fernando León de Aranoa                                                        | Barrio                                                                               |
| 1997 | Ricardo Franco Ángeles González-Sinde                                          | La buena estrella                                                                    |
| 1996 | Alejandro Amenábar                                                             | Tesis                                                                                |
| 1995 | Agustín Díaz Yanes                                                             | Nadie hablará de nosotras cuando hayamos muerto                                      |
| 1994 | Joaquín Oristrell Yolanda García Serrano Juan Luis Iborra Manuel Gómez Pereira | Todos los hombres sois iguales                                                       |
| 1993 | Mario Camus                                                                    | Sombras en una batalla                                                               |
| 1992 | Rafael Azcona José Luis García Sánchez Fernando Trueba                         | Belle Époque                                                                         |
| 1991 | Juanma Bajo Ulloa Eduardo Bajo Ulloa                                           | Alas de mariposa                                                                     |
| 1990 | Montxo Armendáriz                                                              | Las cartas de Alou                                                                   |
| 1989 | Agustín Villaronga                                                             | El niño de la luna                                                                   |
| 1988 | Pedro Almodóvar                                                                | Mujeres al borde de un ataque de nervios (Women on the Verge of a Nervous Breakdown) |
| 1987 | Rafael Azcona                                                                  | El bosque animado                                                                    |
| 1987 | Fernando Fernán Gómez                                                          | El viaje a ninguna parte                                                             |